# Antoni Ligęza
Antoni Robert Ligęza – polski inżynier, profesor nauk technicznych.

## Życiorys
W 1980 ukończył studia elektroniczne w Akademii Górniczo-Hutniczej im. S.Staszica,  w 1983 doktoryzował się na podstawie pracy zatytułowanej Komputerowy model metody wnioskowania wstecz dla automatycznej syntezy planów, której promotorem był prof. Ryszard Tadeusiewicz, w 1994 otrzymał habilitację za pracę pt. Logical Foundations for Knowledge-Based Control Systems. Knowledge Representation, Reasoning and Theoretical Properties. W 2006 uzyskał tytuł profesora nauk technicznych.
Został zatrudniony w Wyższej Szkole Biznesu i Przedsiębiorczości w Ostrowcu Świętokrzyskim, w Akademii Nauk Stosowanych w Tarnowie, w Wyższej Szkole Informatyki i Zarządzania w Rzeszowie, oraz w Akademii Górniczo-Hutniczej im. Stanisława Staszica w Krakowie.
Należy do Rady Dyscypliny Naukowej - Informatyki Technicznej i Telekomunikacji AGH, a także był członkiem Komisji Nauk Technicznych PAU i wiceprezesem Polskiego Stowarzyszenia Sztucznej Inteligencji.

## Odznaczenia
- Złoty Krzyż Zasługi (1999)[4]